# Gare de Billy - Marcenat
Ne doit pas être confondu avec Gare de Billy-Montigny.
La gare de Billy - Marcenat est une gare ferroviaire française, fermée, de la ligne de Moret - Veneux-les-Sablons à Lyon-Perrache. Elle est située sur le territoire de la commune de Billy, à proximité de Marcenat, dans le département de l'Allier, en région Auvergne.
Ouverte en 1925 par la Compagnie des chemins de fer de Paris à Lyon et à la Méditerranée (PLM), elle est fermée, après 1985, par la Société nationale des chemins de fer français (SNCF).

## Situation ferroviaire
Établie à 256 mètres d'altitude, la gare fermée de Billy - Marcenat est située au point kilométrique (PK) 351,103 de la ligne de Moret - Veneux-les-Sablons à Lyon-Perrache, entre les gares ouvertes de Varennes-sur-Allier (s'intercale la gare fermée de Créchy), et de Saint-Germain-des-Fossés.

## Histoire

### Halte PLM (1925-1937)
En 1925, un vœu du conseil municipal de Billy pour obtenir une station est accepté par la compagnie qui présente un projet approuvé par les autorités. Il reste à obtenir un décret approuvant la mise en place de surtaxes locales temporaires afin de pouvoir rembourser l'emprunt nécessaire au versement de la subvention à la Compagnie des chemins de fer de Paris à Lyon et à la Méditerranée (PLM), couvrant les frais de création de l'établissement. La station est mise en service le 10 décembre 1925. Elle est ouverte « au service des voyageurs, bagages, chiens et articles de messagerie, y compris les denrées, finances et valeurs, dont le poids n'excède pas 100 kilogr. par colis, les expéditeurs et destinataires étant tenus d'aider à la manutention ». Des surtaxes locales sont appliquées.
En 1932, le conseil général émet un vœu pour l'électrification de plusieurs gares, notamment pour la halte de Billy.

### Halte de la SNCF (1938-?)
En 1985, c'est une ancienne halte devenue un point d'arrêt non géré (PANG) ouvert au service des voyageurs et fermé à celui des marchandises.

## Patrimoine ferroviaire
L'ancien bâtiment voyageurs, désaffecté du service ferroviaire, est devenu une propriété privée.